# Recopa Sudamericana 1998
De Recopa Sudamericana 1998  was de 10e editie van de Zuid-Amerikaanse supercup die jaarlijks gespeeld wordt in het Zuid-Amerikaanse voetbal tussen de winnaars van CONMEBOL competities Copa Libertadores en Supercopa Sudamericana.

## Gekwalificeerde teams
| Team        | Kwalificatie                        | Vorige deelnames |
| ----------- | ----------------------------------- | ---------------- |
| Cruzeiro    | Winnaar Copa Libertadores 1997      | 1992, 1993       |
| River Plate | Winnaar Supercopa Sudamericana 1997 | 1997             |

## Wedstrijdinfo

### 1e wedstrijd
|                 |                         |          |             |                                                                                       |
| 3 augustus 1999 | Cruzeiro                | 2 – 0    | River Plate | Mineirão, Belo Horizonte Toeschouwers: 18,000 Scheidsrechter: Jose Luís da Rosa (URU) |
| 3 augustus 1999 | Müller 12' Geovanni 88' | (Report) |             | Mineirão, Belo Horizonte Toeschouwers: 18,000 Scheidsrechter: Jose Luís da Rosa (URU) |

### 2e wedstrijd
|                   |             |          |                                                   |                                                                                           |
| 26 september 1999 | River Plate | 0 – 3    | Cruzeiro                                          | Estadio Monumental, Buenos Aires Toeschouwers: 11.000 Scheidsrechter: Ubaldo Aquino (PAR) |
| 26 september 1999 |             | (Report) | 18' Geovanni 82' (pen.) Marcelo Ramos 92' Gustavo | Estadio Monumental, Buenos Aires Toeschouwers: 11.000 Scheidsrechter: Ubaldo Aquino (PAR) |

1989 · 1990 · 1991 · 1992 · 1993 · 1994 · 1995 · 1996 · 1997 · 1998 · 1999 · 2000 · 2001 · 2002 · 2003 · 2004 · 2005 · 2006 · 2007 · 2008 · 2009 · 2010 · 2011 · 2012 · 2013 · 2014 · 2015 · 2016 · 2017 · 2018 · 2019 · 2020 · 2021 · 2022